# Черницький Ігор Михайлович
Ігор Михайлович Черницький (* 14 грудня 1953, Перм, Російська РФСР) — український актор, кінорежисер. Член Національної спілки кінематографістів України.
Закінчив Київський державний інститут театрального мистецтва ім. І. Карпенка-Карого (1975).

## Фільмографія
Грав у фільмах:
- «Важка вода» (1979, матрос),
- «Оглядини» (1979, Хома),
- «Беремо все на себе» (1980),
- «Танкодром» (1980, т/ф, 2 с, Борисов),
- «Загублені d пісках» (1984, епіз.),
- «…І чудова мить перемоги» (1984, масажист),
- «Дій за обставинами» (1984),
- «Батальйони просять вогню» (1985),
- «Наближення до майбутнього»,
- «Акваріум» (1995) та ін.

Поставив за власними сценаріями кінокартини:
- «Івін А.» (1990, брав участь також як актор),
- «В тій царині небес» (1992).